# Brandon Knight
Brandon Emmanuel Knight (Fort Lauderdale, Florida, 2 de diciembre de 1991) es un jugador de baloncesto estadounidense que pertenece a la plantilla de los Capitanes de Arecibo de la BSN de Puerto Rico. Con 1,88 metros de estatura, juega en la posición de base.

## Trayectoria deportiva

### Universidad
Tras haber disputado en 2010 el prestigioso McDonald's All American Game, jugó durante una única temporada con los Wildcats de la Universidad de Kentucky, en la que promedió 17,9 puntos, 4,2 asistencias y 4,0 rebotes por partido. En su debut universitario consiguió 17 puntos, 5 asistencias y 4 rebotes ante East Tennessee State. Fue elegido en el mejor quinteto freshman All-America y en el mejor quinteto de la Southeastern Conference, tras acabar cuarto en anotación y segundo en asistencias en su conferencia.
En mayo de 2011 anunció que renunciaba a los tres años de universidad restantes para presentarse al Draft de la NBA.

#### Estadísticas
| Año     | Equipo   | PJ | PT | MPP  | %TC  | %3P  | %TL  | RPP | APP | ROB | TPP | PPP  |
| ------- | -------- | -- | -- | ---- | ---- | ---- | ---- | --- | --- | --- | --- | ---- |
| 2010–11 | Kentucky | 38 | 38 | 35.9 | .423 | .377 | .795 | 4.0 | 4.2 | .7  | .2  | 17.3 |

### Profesional

#### NBA

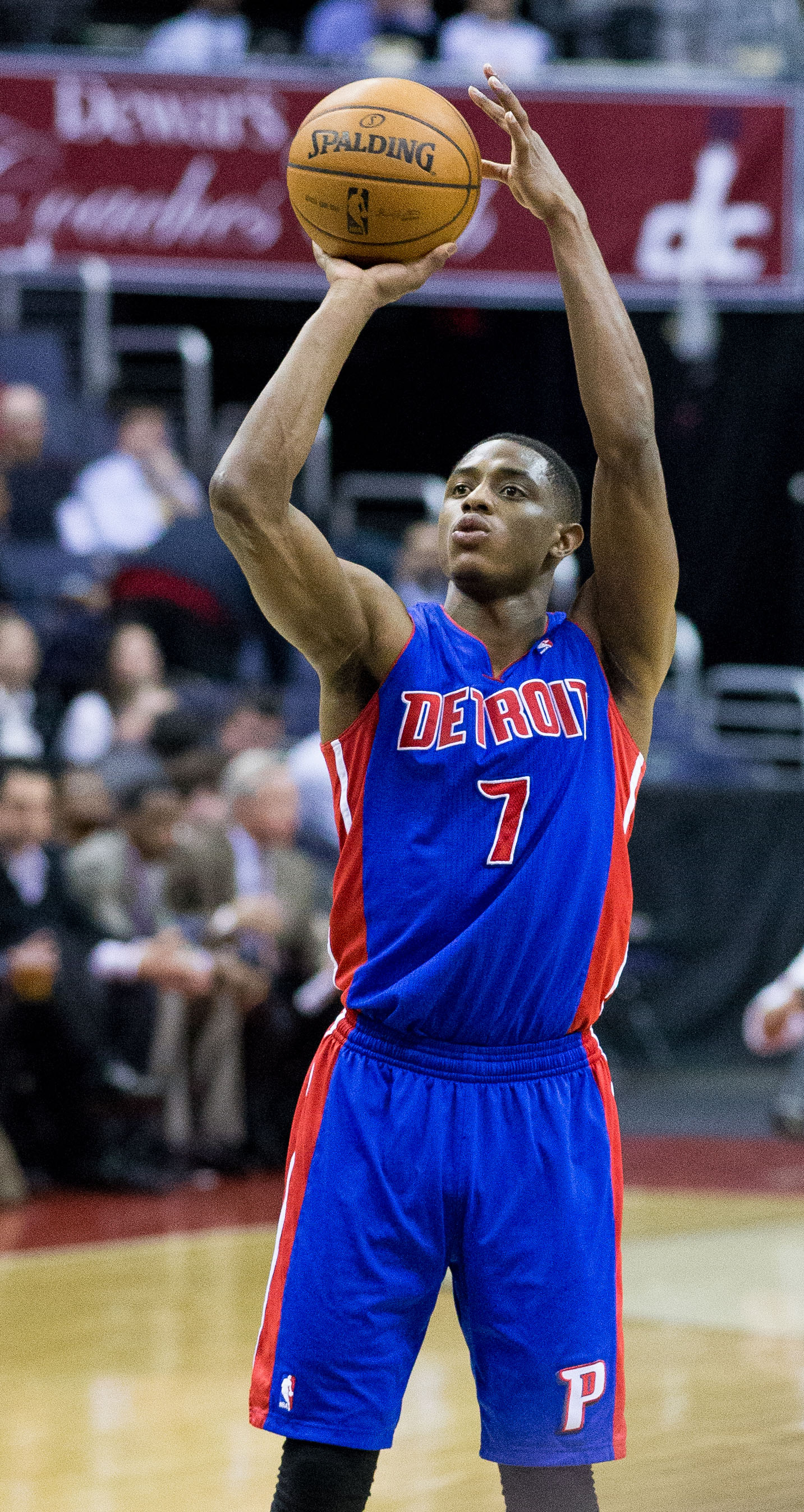
Knight con los Pistons en 2013.

El 23 de junio de 2011, Knight fue elegido en la octava posición del Draft de la NBA de 2011 por los Detroit Pistons.
El 8 de febrero de 2012, fue seleccionado para jugar en el Rising Stars en la competencia de 2012; fue elegido para participar en el equipo Shaq.
El 27 de febrero de 2013, anotó un récord personal de 32 puntos para asegurar una victoria contra los Washington Wizards.
Knight participó en el Rising Stars Game del All-Star Weekend de la NBA 2013. Anotó 10 puntos y repartió 6 asistencias.
El 31 de julio de 2013, Knight fue traspasado junto con Khris Middleton y Viacheslav Kravtsov a los Milwaukee Bucks a cambio de Brandon Jennings.
En agosto de 2018 fue traspasado junto con Marquese Chriss a Houston Rockets a cambio de Ryan Anderson y De'Anthony Melton.
El 6 de febrero de 2019, es traspasado a Cleveland Cavaliers junto con su compañero Marquese Chriss, en un traspaso entre tres equipos que involucró también a Sacramento y Houston.
Un año después, el 6 de febrero de 2020, los Cavaliers traspasan a Knight, junto a John Henson, a Detroit Pistons a cambio de Andre Drummond.
En el verano de 2021, disputa la NBA Summer League con los Nets, y firma un contrato no garantizado con New York Knicks, pero a mediados de octubre es cortado y firma con el filial de la G League, los Westchester Knicks, pero fue despedido posteriormente. El 23 de octubre es elegido por los Sioux Falls Skyforce en el draft de la G League. Disputó 11 encuentros antes de firmar un contrato de 10 días con Dallas Mavericks el 23 de diciembre. Su contrato termina el 31 de diciembre habiendo disputado tres encuentros, regresa a los Sioux Falls Skyforce en enero de 2022, pero llega a firmar un segundo contrato de 10 días el 30 de marzo con los Mavs, llegando a disputar dos encuentros más.

#### Puerto Rico
En marzo de 2023 firma por los Piratas de Quebradillas de la BSN de Puerto Rico, donde promedia 24,4 puntos por partido, siendo el máximo anotador y el MVP del torneo.
En enero de 2024, firma por el AEK B.C. de la A1 Ethniki griega hasta final de temporada.
El 20 de febrero de 2025 fue adquirido por Capitanes de Arecibo de cara al comienzo de la BSN.

## Estadísticas de su carrera en la NBA

### Temporada regular
| Año     | Equipo    | PJ  | PT  | MPP  | %TC  | %3P  | %TL   | RPP | APP | ROB | TPP | PPP  |
| ------- | --------- | --- | --- | ---- | ---- | ---- | ----- | --- | --- | --- | --- | ---- |
| 2011-12 | Detroit   | 66  | 60  | 32.3 | .415 | .380 | .759  | 3.2 | 3.8 | .7  | .2  | 12.8 |
| 2012-13 | Detroit   | 75  | 75  | 31.5 | .407 | .367 | .733  | 3.3 | 4.0 | .8  | .1  | 13.3 |
| 2013-14 | Milwaukee | 56  | 56  | 32.3 | .422 | .336 | .819  | 3.4 | 4.9 | .9  | .2  | 17.9 |
| 2014-15 | Milwaukee | 52  | 52  | 32.5 | .435 | .409 | .881  | 4.3 | 5.4 | 1.6 | .2  | 17.8 |
| 2014-15 | Phoenix   | 11  | 9   | 31.5 | .357 | .313 | .828  | 2.1 | 4.5 | .5  | .1  | 13.4 |
| 2015-16 | Phoenix   | 52  | 50  | 36.0 | .415 | .342 | .852  | 3.9 | 5.1 | 1.2 | .4  | 19.6 |
| 2016-17 | Phoenix   | 54  | 5   | 21.1 | .398 | .324 | .857  | 2.2 | 2.4 | .5  | .1  | 11.0 |
| 2018-19 | Houston   | 12  | 0   | 9.8  | .234 | .156 | .818  | 0.8 | 0.8 | .2  | .0  | 3.0  |
| 2018-19 | Cleveland | 27  | 26  | 22.9 | .413 | .371 | .783  | 1.9 | 2.3 | .7  | .1  | 8.5  |
| 2019-20 | Cleveland | 16  | 0   | 15.1 | .326 | .297 | .308  | 1.3 | 1.9 | .3  | .1  | 4.9  |
| 2019-20 | Detroit   | 9   | 3   | 24.6 | .383 | .238 | .762  | 2.3 | 4.2 | .6  | .1  | 11.6 |
| 2021-22 | Dallas    | 5   | 0   | 13.0 | .400 | .235 | 1.000 | 1.6 | 1.6 | .2  | .0  | 6.4  |
| Total   | Total     | 451 | 349 | 29.3 | .411 | .352 | .807  | 3.1 | 3.9 | .9  | .2  | 14.0 |